# 日椰たぬき
日椰 たぬき（ひやし たぬき）は日本の女性声優。主にアダルトゲームに声をあてている。

## 出演作品
太字は主役・メインキャラクター

### ゲーム

#### 2007年
- Dies irae -Also sprach Zarathustra-（ウォルフガング・シュライバー）

#### 2008年
- コンチェルトノート（椎堂小太郎）[1]
- るいは智を呼ぶ（沖浜江）

#### 2009年
- Dies irae ～Acta est Fabula～（ウォルフガング・シュライバー、女子）[2]
- DEVILS DEVEL CONCEPT（北城美岬）[3]
- BALDR SKY Dive2 "RECORDARE"

#### 2010年
- るいは智を呼ぶファンディスク -明日のむこうに視える風-（沖浜江）

#### 2011年
- 神咒神威神楽（丁禮）[4]

#### 2012年
- 黄昏の先にのぽる明日 -あっぷりけFanDisc-（椎堂小太郎[5]）

#### 2013年
- Electro Arms -Realize Digital Dimension- （エヴァン・アーマライト）